# Najstarsza Synagoga w Wieleniu
Najstarsza Synagoga w Wieleniu – zbudowana najprawdopodobniej w XVII wieku, była pierwszą wieleńską synagogą. Na jej miejscu w 1785 roku wybudowano nową bożnicę.